# 285P/LINEAR
285P/LINEAR, komet Jupiterove obitelji